# L'Agent gelé
L'Agent gelé er en fransk stumfilm fra 1908 af Georges Méliès.